# ニッポンマイマイ

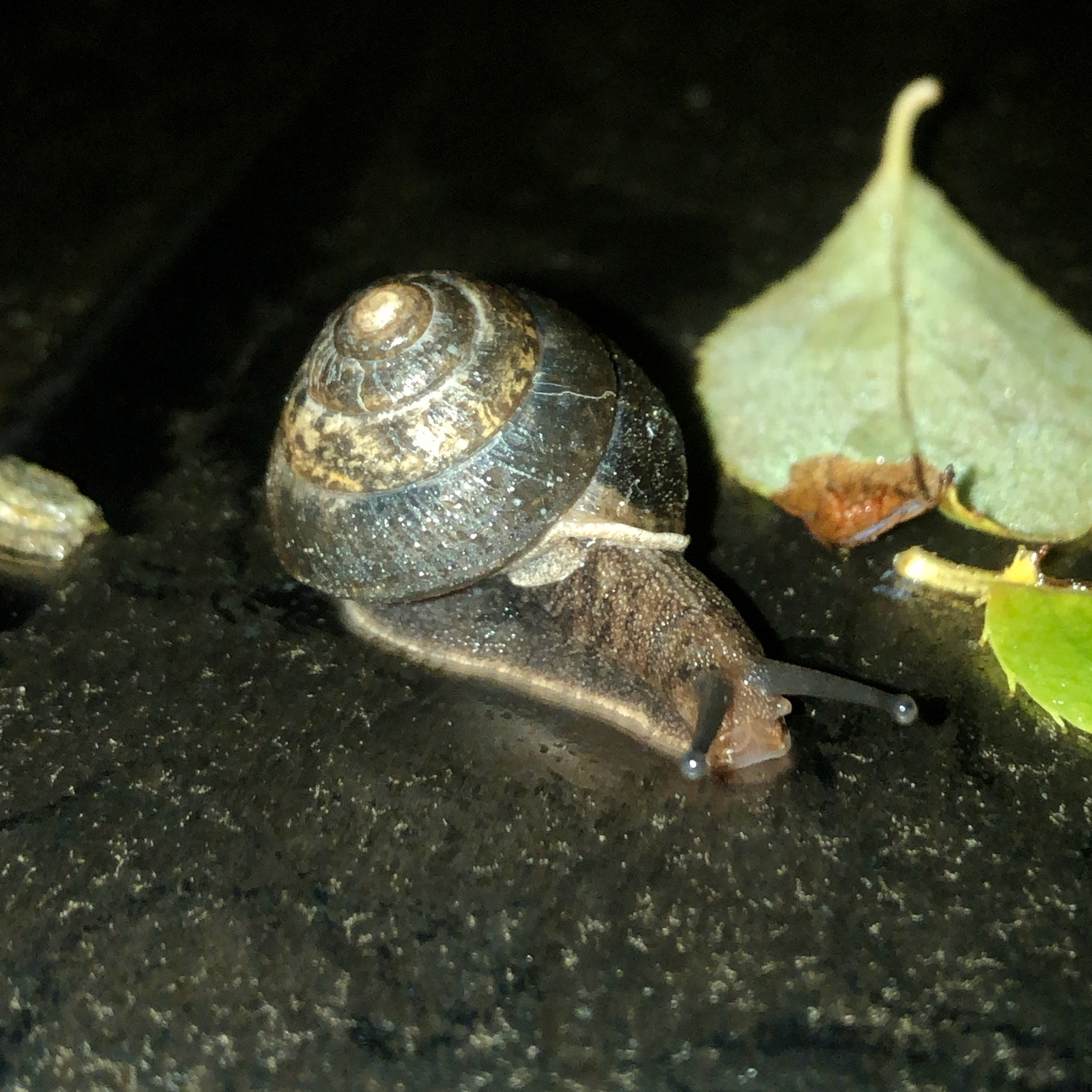
全体に黒味の強い個体（小牧市）。貝殻を透して見える外套膜も黒っぽいため、あたかも貝殻が黒いかのように見える。

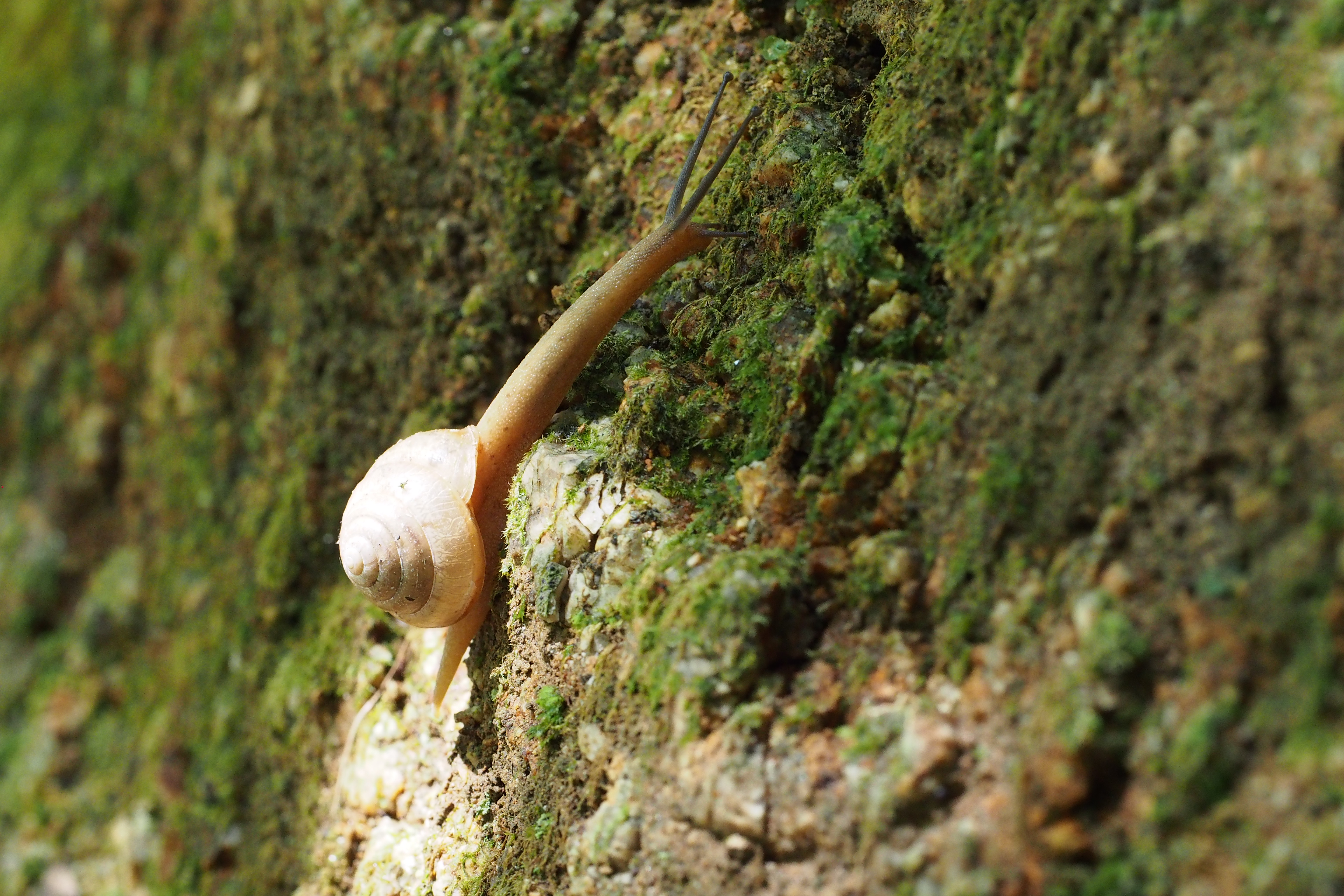
"首"は長く伸ばすことができる（神戸市）。

ニッポンマイマイ（日本蝸牛）、学名 Satsuma japonica (L. Pfeiffer, 1847)は、有肺目ナンバンマイマイ科に分類されるカタツムリの一種。直径10数ミリの丸みを帯びた円錐形の貝殻をもつ。日本の固有種で、東北地方から中国地方にかけて分布する。 

## 形態
貝殻全体は丸みをおびた円錐形で、殻高17mm, 殻幅19mmほど。螺層はやや巻き数が多く一班に山型を呈する。周縁に角があることが多いが、周縁の角の強弱には地域個体群や亜種の間で相当の変異がある。
殻口は幼貝では薄く単純で、成貝では殻口縁がやや反り返って口唇を形成し、その底唇部はやや歪んでかすかな歯状隆起を作る。
臍孔（へそ孔）は狭いが明瞭に開く。
殻色は淡黄褐色のものが多いが、赤褐色を帯びるものもあり、同じ個体群内でも変異することがある。周縁には細い褐色の色帯が出ることがあるが、色帯が全くないものも少なくなく、殻色と同様に同じ個体群内でも色帯のあるものとないものが一緒に見られることもある。褐色の色帯が出るものでは、褐色色帯の下側に淡色帯があることも多い。色帯以外にはこれといった模様はないが、殻質がやや薄く生時は軟体の斑紋が透視されるため、殻自体には模様がなくても模様があるように見えることがある。
殻表彫刻は、穏やかな成長線以外には肉眼的な彫刻はないのが普通で、特に殻頂（胎殻部分）は平滑である。しかしその後に成長した部分では殻表が微視的な顆粒状／鱗片状を呈することがあり、その範囲や発達程度は個体群によって異なる。
軟体のうち殻から外に出る部分は黄褐色のものが多いが、ときには相当黒味の強い個体もある。また背面に褐色で不規則なそばかす斑が見られることも多い。殻内にある軟体部分は外套膜に覆われているが、外套膜には黒褐色の斑紋があることも多く、生きているものでは上述のごとく殻を透してそれが見え、外套膜の黒褐色の面積が多い個体では全体に黒く見えることもある。匍匐時には眼柄と首の部分は細長くよく伸びる。生殖器に矢嚢(しのう)と粘液腺を欠く。

## 分布
本州、東北地方から中国地方にかけての林縁部の低木の下や木陰の草地でよく見られる。東京都では白金の自然教育園で生息が確認されている。

## 亜種
地域差が多く、以下の亜種が知られている。
　
- Satsuma japonica carinata (Pilsbry & A. Gulick, 1902)

カドバリニッポンマイマイ。タイプ産地は「Ibuki, Omi」（滋賀県伊吹町）。福井や伊吹山に産し大型。
- Satsuma japonica granulosa (Pilsbry, 1902)

ヌノメニッポンマイマイ。タイプ産地は「Ibuki Mountain, Prov. Omi」（滋賀県伊吹山）。関西産。
- Satsuma japonica heteroglypta (Pilsbry, 1900)

コニホンマイマイ。タイプ産地は「Fukura, Porv. Awaji」（兵庫県福良町）。徳島など。
- Satsuma japonica japonica (L. Pfeiffer, 1847)

ニッポンマイマイ（名義タイプ亜種）。タイプ産地は「Japonia」（日本）。
- Satsuma japonica kanamrui (Y. Hirase, 1909)

カナマルマイマイ。タイプ産地は「Around Kaza-ana (a lime-stone cave), Shinodachi, Ise」(三重県いなべ市藤原町篠立風穴周辺)。
- Satsuma japonica multigranosa (T. Kuroda, 1933)

チリメンニッポンマイマイ。タイプ産地は「若狭佐分利村」（福井県おおい町北西部）。
- Satsuma japonica peculiaris (A. Adams, 1868)

ムロマイマイ。タイプ産地は「Tanabe」（和歌山県田辺市）。
- Satsuma japonica satsuma (Pilsbry, 1900)

マルニッポンマイマイ。タイプ産地は「Kyoto」（京都市）。
- Satsuma japonica simaensis (T. Kuroda & Habe,in Habe, 1991)

シママイマイ。タイプ産地は「Goza-Misaki, Shima, Mie prefecture, Honshu. 三重県志摩郡志摩町御座岬」。